# Nesochrysa illota
Nesochrysa illota is een insect uit de familie van de gaasvliegen (Chrysopidae), die tot de orde netvleugeligen (Neuroptera) behoort. 
Nesochrysa illota is voor het eerst wetenschappelijk beschreven door Tjeder in 1966.